# Pyrrhopyge phidias
Pyrrhopyge phidias is een vlinder uit de familie van de dikkopjes (Hesperiidae). De wetenschappelijke naam van de soort is, als Papilio phidias, gepubliceerd in 1758 door Linnaeus in de tiende editie van Systema naturae.